# Mafalda Favero

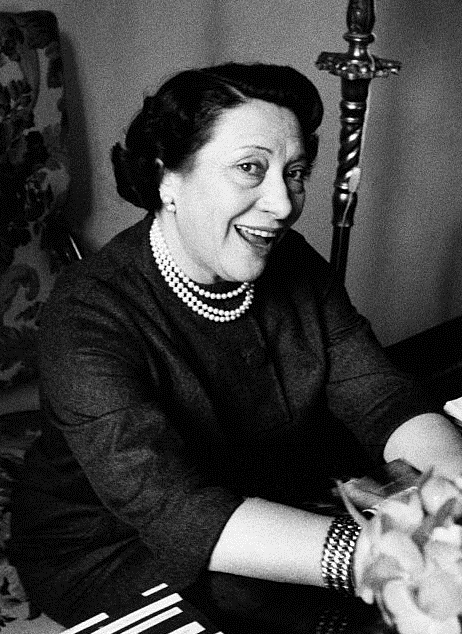
Mafalda Favero em 1953

Mafalda Favero (Portomaggiore, 5 de Janeiro de 1905 — Milão, 3 de Setembro de 1981) foi uma soprano italiana.
Mafalda Favero nasceu perto de Ferrara. Quando completou dezessete anos ela começou estudar com Alessandro Vezzani no Conservatório de Bologna. Ela começou sua carreira profissional no começo da década de 1920, em Cremona, quando se mudou para Parma. Fez sua estréia no La Scala de Milão cantando Eva de Die Meistersinger sob a batuta de Arturo Toscanini em 1929.
Ela se tornou cantora regular do La Scala até 190, cantando também em Londres, no Royal Opera House em 1937 e no Metropolitan Opera e na Ópera de São Francisco em 1938. 
Ela tinha um extenso repertório, incluindo muitas obras contemporâneas. Cantou também nas óperas: L'ulitmo Lord de Alfano, Pinotta de Pietro Mascagni, Farsa Amorosa de Riccardo Zandonai e Il Campiello e La Dama Boba de Ermanno Wolf-Ferrari.